# Riley (Kansas)
Riley è un comune degli Stati Uniti d'America, situato nello Stato del Kansas, nella Contea di Riley.